# جون إل. بينينغتون
جون إل. بينينغتون (بالإنجليزية: John L. Pennington)‏ هو سياسي أمريكي، ولد في 1829 في نيوبيرن في الولايات المتحدة، وتوفي في 11 يوليو 1900 في أننيستون في الولايات المتحدة. حزبياً، نشط في الحزب الجمهوري. وقد انتخب Governor of Dakota Territory ‏ (1874 – 12 أبريل 1878).